# وصف معین
در زبان انگلیسی، یک وصف معین (definite description)، یک عبارت تمییزگر (denoting phrase) به شکل "the X" است که در آن X یک عبارت اسمی یا اسم منفرد رایج است. وصف معین، خاص (proper) است اگر X بر شیء یا شخصی منحصر به فرد بکار رود. به عنوان مثال: "نخستین فرد در فضا" ("the first person in space") و "۴۲امین رئیس جمهور ایالات متحده آمریکا" ("the 42nd President of the United States of America") هردو خاص هستند. توصیفات "فردِ در فضا" ("the person in space") و "سناتورِ ایالت اوهایو" ("the Senator from Ohio") غیرخاص هستند، چونکه عبارت اسمیِ X بر بیش از یک چیز به کار می‌رود، و توصیفات معین "اولین انسان در مریخ" ("the first man on Mars") غیرخاص است، چرا که X بر هیچ چیز دلالت نمی‌کند. توصیفات غیر خاص، پرسشهایی دشوار را دربارهٔ اصل طرد ثالث، تمیزگری (denotation)، وجهیت و محتوای ذهنی مطرح می‌کنند.
باید توجه کرد که عبارتی با کارکرد مشابه the برای ساختن وصفهای معین، در زبان فارسی وجود ندارد، اگرچه در برخی گویش‌ها یا زبان‌های نزدیک به فارسی، می‌توان موارد مشابهی دید. برای نمونه، در لهجه تهرانی، معادل عبارت "the book"، عبارت "(اون) کتاب ــِ" است، در واقع، افزودن یک کسره به انتهای اسم یا عبارت اسمی، همان کاری را می‌کند که افزون پیشوند "the" به اسم یا عبارت اسمی در زبان انگلیسی می‌کند. موارد مشابهی در دیگر گویشهای زبان فارسی می‌توان دید.

## تحلیل راسل
از آنجا که فرانسه در حال حاضر جمهوری است، پادشاهی ندارد. برتراند راسل اشاره کرد که این مسئله، معمایی را در زبان انگلیسی و دربارهٔ ارزش صدق جمله «پادشاه کنونی فرانسه طاس است.» (به انگلیسی:".The present King of France is bald") مطرح می‌کند.
این جمله به نظر نمی‌رسد درست باشد: اگر تمام چیزهای طاس را برشماریم، پادشاه کنونی فرانسه در میان آن‌ها نیست؛ چرا که درپادشاه کنونی فرانسه ای وجود ندارد. اما اگر جمله غلط است، انتظار می‌رود که نفی این عبارت، یعنی «چنین نیست که پادشاه کنونی فرانسه طاس باشد» (با انگلیسی: "It is not the case that the present King of France is bald")، یا هم‌ارز منطقی اش، «پادشاه کنونی فرانسه طاس نیست.» (به انگلیسی: "The present King of France is not bald") درست باشد. اما این جمله نیز به نظر نمی‌رسد درست باشد: پادشاه کنونی فرانسه در میان چیزهایی که طاس نیستند نیز حضور ندارد؛ بنابراین، به نظر می‌رسد که اصل طرد ثالث مورد تعرض قرار گرفته باشد.
آیا این جمله بی‌معنی است؟ ممکن است چنین به نظر برسد (و برخی از فیلسوفان، چنین فکر می‌کنند)، چون عبارت «پادشاه کنونی فرانسه» (به انگلیسی: "the present King of France") بدون شک، موفق به ارجاع نمی‌شود. اما از سوی دیگر، جمله «پادشاه فرانسه طاس است» (همچنین نفی آن) کاملاً مفهوم به نظر می‌رسد، که این نشان می‌دهد که «پادشاه کنونی فرانسه» نمی‌تواند بی‌معنی باشد.
راسل، برای حل این معما، استفاده از نظریه توصیفاتاش را مطرح کرد. وی پیشنهاد کرد که یک وصف معین (در زبان انگلیسی) مانند "the present King of France" (به فارسی: «پادشاه کنونی فرانسه»)، برخلاف آنچه که ممکن است در ابتدا به نظر برسد، یک عبارت ارجاع دهنده نیست، بلکه نمادی «نا کامل» که ساختاری سوری را در جمله ای که در آن نمایان می‌شود، معرفی می‌کند. برای نمونه، جمله «پادشاه کنونی فرانسه طاس است» (به انگلیسی: "the present King of France is bald") به عنوان عطف سه جمله سوردار زیر تحلیل می‌شود:
1. وجود دارد x ای که x در حال حاضر پادشاه فرانسه است:  {\displaystyle \exists xKx} (از 'Kx' به عنوان 'x در حال حاضر پادشاه فرانسه است' استفاده می‌کنیم)
2. برای هر x و y اگر x در حال حاضر پادشاه فرانسه است و y در حال حاضر پادشاه فرانسه است، در آن صورت x=y (یعنی حداکثر یک چیز وجود دارد که پادشاه کنونی فرانسه است): {\displaystyle \forall x\forall y((Kx\land Ky)\rightarrow x=y)}
3. برای هر x که در حال حاضر پادشاه فرانسه است، x طاس است: {\displaystyle \forall x(Kx\rightarrow Bx)} ('B' برای 'طاس' استفاده شده‌است)

به‌طور خلاصه تر، ادعای اینکه «پادشاه کنونی فرانسه کچل است» می‌گوید که x ای هست که x در حال حاضر پادشاه فرانسه است، و اینکه هر y ای در حال حاضر پادشاه فرانسه است، تنها اگر y = x، و اینکه x طاس است:
{\displaystyle \exists x((Kx\land \forall y(Ky\rightarrow y=x))\land Bx)}
این نادرست است، چرا که اینطور نیست که چنین x ای در حال حاضر پادشاه فرانسه باشد.
نفی این جمله، یعنی «پادشاه فرانسه طاس نیست» (به انگلیسی: "The present King of France is not bald") مبهم است. این جمله، بسته به اینکه در کجای آن نفی 'نیست' (در نسخه انگلیسی: 'not') را قرار دهیم، می‌تواند دو چیز مختلف را معنی دهد. در یک خوانش، این می‌تواند به این معنی باشد که هیچ‌کس ندارد وجود دارد که در حال حاضر پادشاه فرانسه و طاس باشد. این خوانش، به زبان منطقی، به صورت زیر ترجمه می‌شود:
{\displaystyle \lnot \exists x((Kx\land \forall y(Ky\rightarrow y=x))\land Bx)}
در این ابهام زدایی، جمله درستاست (چرا که در واقع هیچ x ای وجود ندارد که در حال حاضر پادشاه فرانسه باشد).
در خوانش دوم، نفی می‌تواند به این صورت گفته شود که مستقیماً به 'طاس' متصل می‌شود، و لذا، جمله به این معنیست که در حال حاضر، پادشاه فرانسه‌ای وجود دارد، اما این پادشاه طاس است. این خوانش، به زبان منطقی به صورت زیر نوشته می‌شود:
{\displaystyle \exists x((Kx\land \forall y(Ky\rightarrow y=x))\land \lnot Bx)}
در این ابهام زدایی، این جمله نادرست است (از آنجا که هیچ x ای وجود ندارد که در حال حاضر پادشاه فرانسه باشد).
بنابراین، اینکه «پادشاه کنونی فرانسه طاس نیست» (به انگلیسی: "the present King of France is not bald") درست باشد یا نادرست، بستگی به این دارد که چگونه در سطح فُرم منطقیاش تعبیر شود: اگر نفی با دامنهٔ فراخ (wide scope) تعبیر شود (آنگونه که در حالت نخست بالا آورده شد)، درست است، در حالیکه اگر نفی با دامنهٔ محدود (narrow scope) در نظر گرفته شود (آنگونه که در دومین حالت بالا در نظر گرفته شد)، نادرست است. در هیچ‌یک از حالات، جمله فاقد ارزش صدق نیست.
بنابراین، اصل طرد ثالث مورد تهاجم قرار نگرفته است: «پادشاه کنونی فرانسه طاس است» (یعنی {\displaystyle \exists x((Kx\land \forall y(Ky\rightarrow y=x))\land Bx)}) نادرست است، چرا که در حال حاضر فرانسه پادشاهی ندارد. نفی این جمله آن است که در آن 'نیست' دامنهٔ فراخ می‌گیرد: {\displaystyle \lnot \exists x((Kx\land \forall y(Ky\rightarrow y=x))\land Bx)}. این عبارت درست است، چرا که چیزی وجود ندارد که در حال حاضر پادشاه فرانسه باشد.

## منطق ریاضی
در پی مثال مبادی ریاضیات، رسم بر این است که یک اپراتور وصف معین، با استفاده از «گردانده شده ی» (چرخیده ی) حرف کوچک یونانی یوتا (iota) با کاراکتر "℩"، استفاده شود.
نماد {\displaystyle \psi (}℩{\displaystyle x(\phi x))}
به معنی «{\displaystyle x} منحصر به فرد ای که {\displaystyle \phi x}» است.
{\displaystyle \psi (}℩{\displaystyle x(\phi x))}
معادل «دقیقاً یک {\displaystyle \phi } وجود دارد و آن دارای خاصیت {\displaystyle \psi } است:
{\displaystyle \exists x\forall y(\phi (y)\iff y=x\land \psi (y))}